# 鸿生火柴厂
苏州鸿生火柴厂，又称苏州鸿生火柴公司是中华民国时期的一个火柴厂。

## 概述
1920年1月，刘鸿生、杜家坤等7人合资在江苏苏州创办，名华商鸿生火柴无限公司，资奉总额12万元，专制各种火柴，刘鸿生任总经理。以苏州胥门厂为总厂，并在上海设驻沪事务所于上海北市江西路61号。其中刘鸿生一人出资9万元，并任总经理，工厂于1920年10月1日正式开工生产，但开始即遭受上海燮昌火柴厂在苏州设厂竞争，在开始4年内，公司5万元流动资金几乎亏尽。后燮昌厂在竞争中停产，1925年由刘鸿生、周仰山等人收购。1926年5月公司改组为华商鸿生火柴股份有限公司，仍以制造及发售各种火柴为业务。额定资本总额银元50万元，分为5000股，每股银元100元。
1930年7月在刘鸿生的倡议下，与炎昌火柴厂、中华火柴厂合并为大中华火柴股份有限公司。刘鸿生担任总经理。1939年4月，大中华火柴公司加入由日人控制的联营社，梗片部迁并到上海，苏州成为单一生产火柴的工厂。由于主要原料受到控制，全厂实际陷于半停工状态。抗战结束后，该厂一度被宣布为敌产，后经刘鸿生疏通，很快就发还刘鸿生企业产权。1949年后公私合营。